# Rhodoprasina nanlingensis
Rhodoprasina nanlingensis là một loài bướm đêm thuộc họ Sphingidae. Chúng được biết từ Hồ Nam và Quảng Đông ở Trung Quốc.
Sải cánh khoảng 86 mm. Cánh trước khá ngắn và rộng. Màu nền của cách dưới hơi đỏ hơn cánh trước.